# مستعمرة كيب
مستعمرة رأس الرجاء الصالح (بالإنجليزية: Cape of Good Hope)‏، والمعروف أيضا باسم مستعمرة كيب (بالإنجليزية: Cape Colony)‏، (بالهولندية: Kaapkolonie)‏، كانت مستعمرة بريطانية، والمستعمرة كانت تقع فيما يعرف حاليا بجنوب أفريقيا وناميبيا، والتي سميت على اسم رأس الرجاء الصالح. وسبق للمستعمرة البريطانية أن كانت من قبل مستعمرة هولندية سابقة تحمل نفس الاسم، أو مستعمرة كيب الهولندية، والتي أنشئت في عام 1652 من قبل شركة الهند الشرقية الهولندية. في عام 1795 خسر الهولنديين المستعمرة لصالح بريطانيا بعد معركة مويزنبيرغ (بالإنجليزية: Battle of Muizenberg)‏، ولكنها بعد ذلك عادت لهم كرة أخرى غي عام 1802 بعد توقيع معاهدة السلام أميان. وقد اعيد احتلالها من قبل البريطانيين في أعقاب معركة بلووبرغ في عام 1806، وتاكدت حيازة بريطانيا لها بعد الإتفاقية الإنجليزية الهولندية 1814.
بقي رأس الرجاء الصالح في تلك الفترة ضمن الإمبراطورية البريطانية، ونال حكمًا ذاتيًا عام 1872، واتحد مع ثلاث مستعمرات أخرى ليشكل اتحاد جنوب أفريقيا عام 1910. أُعيدت تسميته آنذاك إلى مقاطعة رأس الرجاء الصالح. باتت جنوب أفريقيا عبر تشريع ويستمينستر دولةً ذات سيادة عام 1931. وأصبحت عام 1961 جمهورية جنوب أفريقيا ونالت وحدتها النقدية الخاصة التي سُمّيت الراند. في أعقاب إنشاء ما يُعرف في يومنا هذا بمقاطعات جنوب أفريقيا عام 1994، قُسّمت مقاطعة كيب إلى كيب الشرقية وكيب الشمالية وكيب الغريبة، مع أجزاء أصغر في مقاطعة شمالية غربية.
كان رأس الرجاء الصالح متساويًا في امتداده مع مقاطعة كيب اللاحقة، وامتد من الساحل الأطلسي داخل البلاد وشرقًا على طول الساحل الجنوبي، مشكلًا ما يقارب نصف جنوب أفريقيا الحديثة: توقّفت الحدود الشرقية النهائية، بعد عدة حروب ضد كوسيون، عند نهر السمكة. في الشمال، شكّل نهر أورانج، الذي يُعرف أيضًا بنهر غاريب، الحدود لبعض الوقت، على الرغم من إضافة بعض الأراضي بين النهر والحدود الجنوبية لبوتسوانا إلى تلك الحدود في وقت لاحق. منذ عام 1878 شملت المستعمرة جيب خليج والفيس وجزر بينغوين، وكلاهما يقع اليوم في ناميبيا.

## التاريخ

### الاستيطان الهولندي
أقامت بعثة شركة الهند الشرقية الهولندية (في أو سي) بقيادة يان فان ريبيك موقع تجارة ومحطة تجهيز بحرية عند رأس الرجاء الصالح عام 1652. كان هدف فان ريبيك تأمين ميناء لجوء للسفن الهولندية خلال الرحلات الطويلة بين أوروبا وآسيا. خلال ما يقارب ثلاثة عقود، أصبح رأس الرجاء الصالح موطنًا لجماعة كبيرة من «فرايليدين»، تُعرف أيضًا ب«فرايبورغرز» (المواطنون الأحرار)، وهم الموظفون السابقون لدى شركة الهند الشرقية الهولندية الذين استقرّوا في المستعمرات الهولندية وراء البحار بعد إتمام عقود خدمتهم. كان الفرايبورغرز في الغالب مواطنين هولنديين متزوجين تعهدوا بتمضية ما لا يقل عن عشرين عامًا في زراعة الأراضي ضمن حدود المستعمرة الناشئة، وحصلوا مقابل ذلك على إعفاء ضريبي وجرى إقراضهم بمعدّاتٍ وبذور. منَح الهولنديون أيضًا مكانة الفرايبورغر لعدد من الموظفين الإسكندنافيين والألمان السابقين، الأمر الذي عكَس الطبيعة المتعددة القوميات لشركات التجارة الأولى. في عام 1688، ورعوا أيضًا هجرة ما يقارب 200 لاجئ فرنسي هوغونوتي هربوا إلى هولندا بسبب مرسوم فونتينبلو. كان هناك درجة من الاندماج الثقافي نظرًا إلى الزيجات المختلطة، والتبنّي العام تقريبًا للغة الهولندية.
بات العديد من المستعمرين الذين استقروا مباشرة على الحدود مستقلين بصورة متزايدة ومتمركزين ضمن ولاءاتهم. لكونهم يُعرفون بجماعة البوير، هاجروا غربًا بعد الحدود الأولية لمستعمرة كيب وسرعان ما اخترقوا ما يقارب ألف كيلو متر داخل البلاد. حتى أن بعض جماعة البوير تبنّوا نمط حياة بدوية بصورة دائمة وأُشير إليهم بالتريكبوير. تخلّل الفترة الاستعمارية الهولندية عدد من الصراعات المريرة بين المستعمِرين والخوسيين، تلاها صراع مع الكوسيين، ونُظر إلى كلتا الجماعتين كمنافسين غير مرغوبين على الأراضي الزراعية الرئيسية.
استورد التجار الهولنديون إلى رأس الرجاء الصالح آلاف العبيد من الهند الشرقية الهولندية وأجزاء أخرى من أفريقيا. مع نهاية القرن الثامن عشر ارتفع عدد سكان كيب إلى ما يقارب 26,000 نسمة من أصل أوروبي و30,000 من العبيد.

### الغزو البريطاني

Map of the Cape of Good Hope in 1885 (blue)

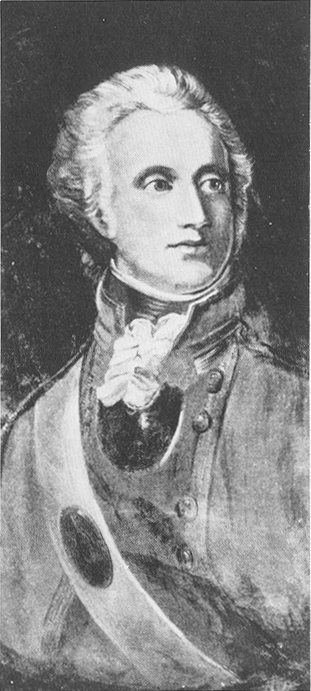
Cape Governor Lord Charles Somerset

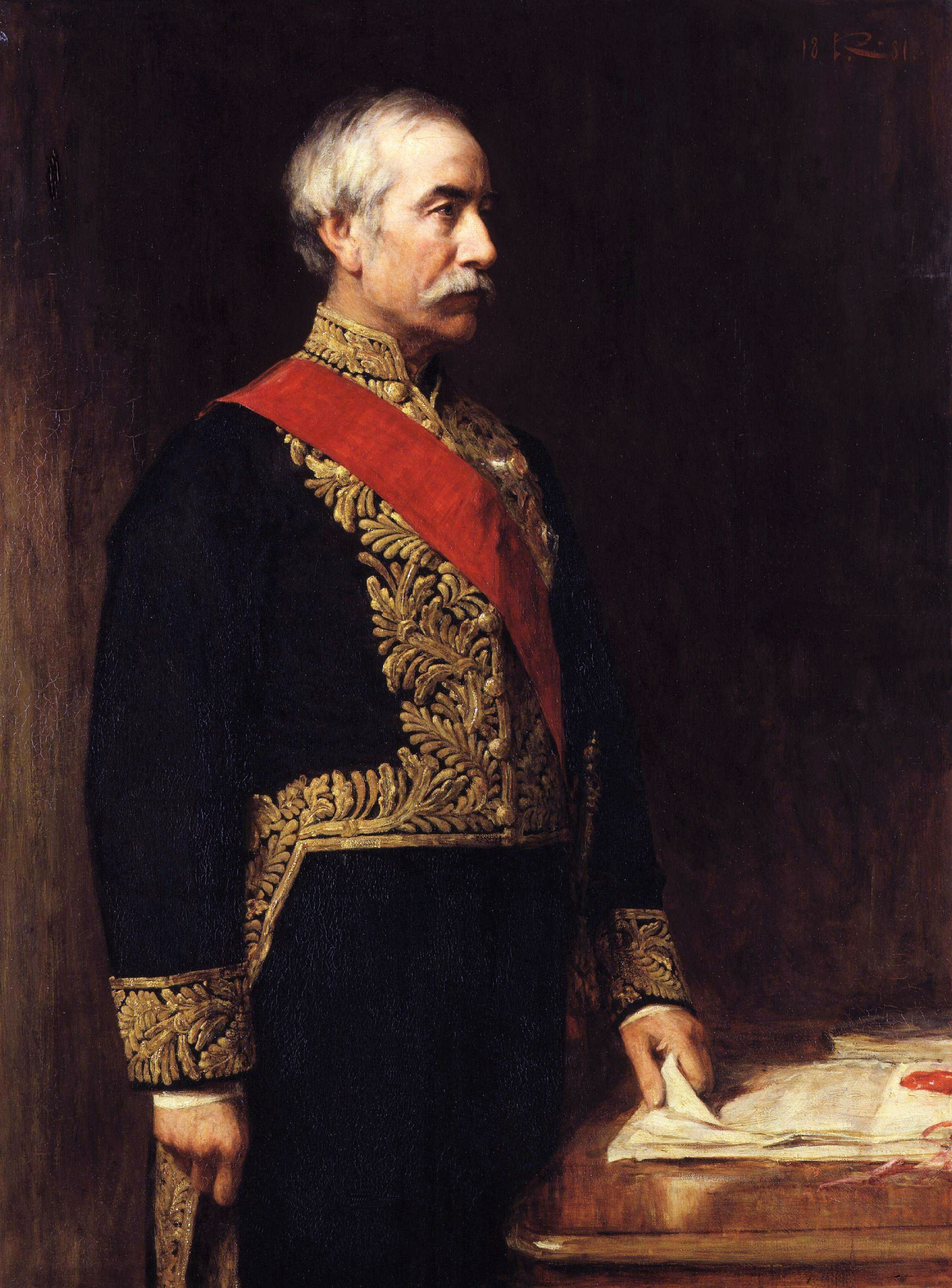
Sir Henry Bartle Frere

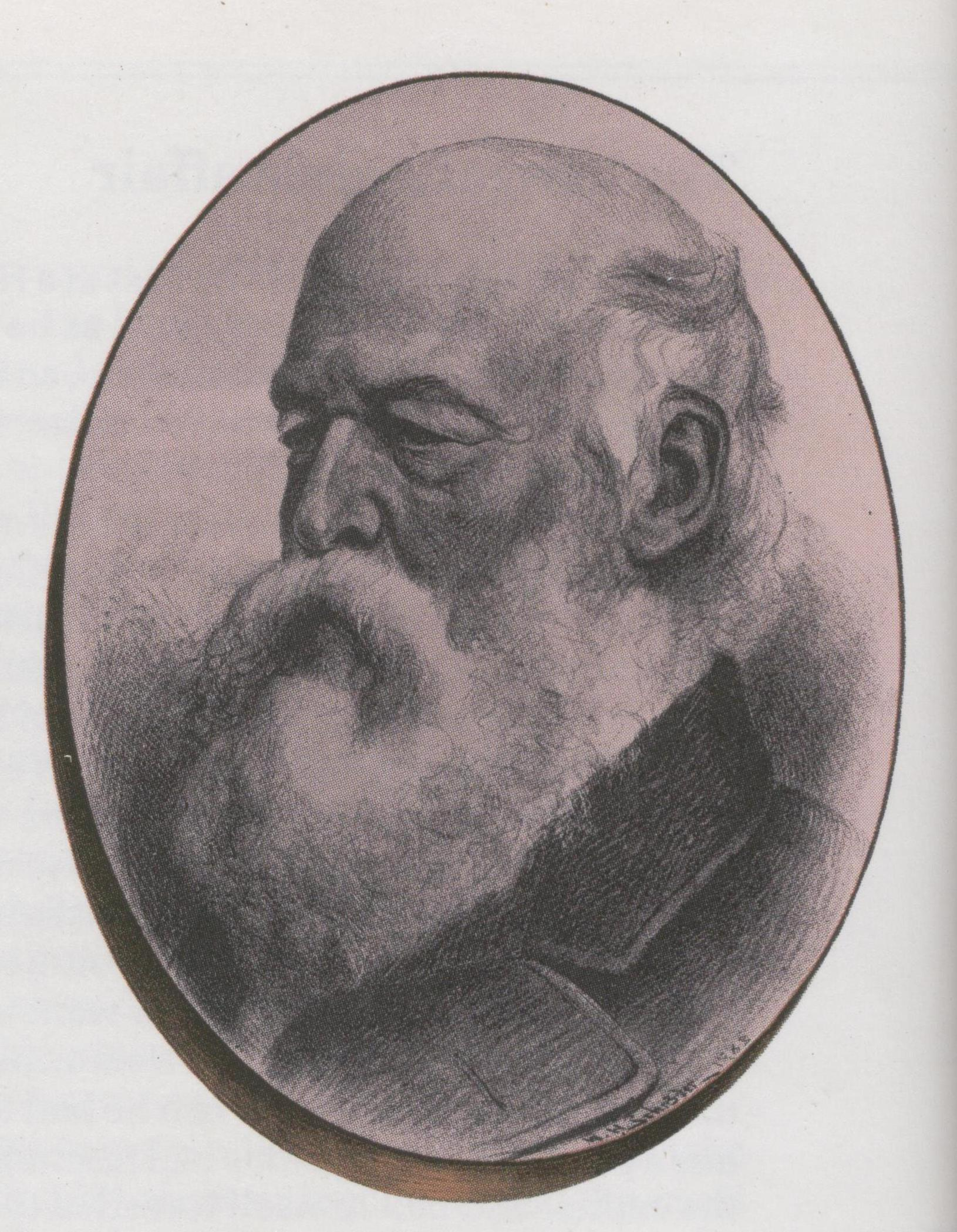
Sir John Charles Molteno, first Prime Minister of the Cape

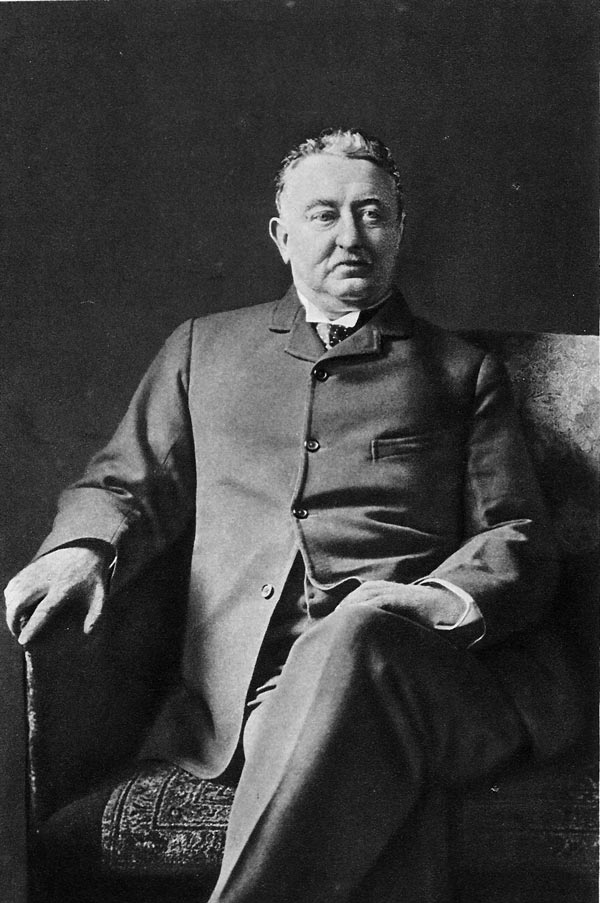
Prime Minister Cecil John Rhodes

في عام 1795، احتلت فرنسا المقاطعات السبع من هولندا، البلد الأم لشركة الهند الشرقية الهولندية. دفع هذا ببريطانيا العظمى إلى التوغل نحو إقليم رأس الرجاء الصالح واحتلاله عام 1795 كوسيلة أفضل للتحكم بالبحار بهدف إيقاف وكبح أية محاولة فرنسية للوصول إلى الهند. أرسل البريطانيون أسطولًا من 9 سفن حربية رست في سيمونز تاون وسيطروا على المنطقة بعد هزيمة الجيش الهولندي في معركة مويزينبرغ. 

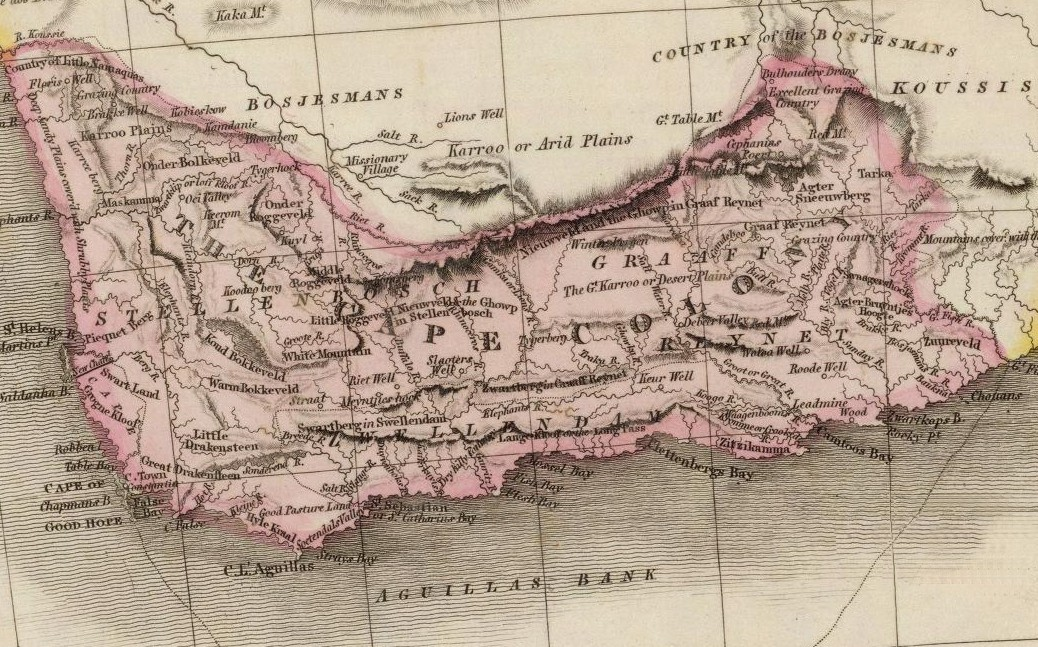
Map of the Cape of Good Hope in 1809.

## أعلام
- سيدني غولدمان
- دودلي إيفانز
- أيون وليامز
- فريتز يوبيرت دوكين
- جان سموتس